# Sophilos
Sophilos (en grec ancien : Σώφιλος) est l'un des plus célèbres peintres sur vase à figures noires de l'Athènes antique. Il est également le premier dont on connaisse le nom.
C'est l'un des premiers peintres attiques à peindre des inscriptions sur ses vases et le premier à signer ses vases : il inaugure la formule qui deviendra classique par la suite, c'est-à-dire son nom suivi de εγραφσεν (sic), « a peint » ou « a dessiné » (sous-entendu, ce vase). Son apogée se situe vers 580-570 av. J.-C., c'est-à-dire dans la deuxième génération de la figure noire, d'inspiration corinthienne, spécialisée dans la frise animale. Il s'inscrit à la suite du Peintre de Nessos et du Peintre de la Gorgone, qui est peut-être son maître, ou du moins le membre le plus âgé de l'atelier dans lequel Sophilos aurait commencé sa carrière.
Sophilos signe quatre vases, dont trois en tant que peintre. Deux d'entre eux, des dinoi conservés au British Museum, représentent le mariage de Pélée et de Thétis,  portent l'inscription Σοφιλος εγραφσεν et nomment plusieurs des participants. Du troisième dinos, également au British Museum, ne subsiste qu'un petit fragment portant la signature du peintre. Enfin, Sophilos signe en tant que potier un loutérion aujourd'hui au Musée national archéologique d'Athènes, qui représente le combat d'un humain, peut-être Héraclès, contre des centaures.